# Зебрњак
Спомен-костурница на брду Зебрњак је било монументално и тријумфално спомен обележје подигнуто у славу и част погинулим српским војницима током Кумановске битке у Првом балканском рату 1912. године. Српска војска је победила турску војску и тиме означила почетак ослобођења Југоисточне Европе од Османског царства. Спомен-обележје је најзначајније остварење београдског архитекте Момира Коруновића и био је најмонументалнији војни меморијал на просторима средишњег Балкана. Споменик је подигнут 1937. године на локалитету самог бојишта — брду Зебрњак код Куманова у тада Вардарској бановини у Краљевини Југославији, а данас Северној Македонији. У спомен-костурници, почивају посмртни остаци 678 погинулих српских војника погинулих у Кумановској бици. Данас се споменик налази у руинираном стању, јер га је бугарски окупатор Македоније порушио током Другог светског рата - 24. маја 1942. Срушена је кула, а преостали остаци капеле и костурнице чекају обнову.
Последњих година Зебрњак је постао место окупљања српске заједнице из Северне Македоније. За санацију овог споменика из буџета Републике Србије одвојено је 70 милиона динара 2012. године.

## Изградња и изглед спомен обележја
Још 1922. године група српских ратних ветерана формирала је одбор са циљем подизања споменика ратницима палим 23. и 24. октобра 1912. године у Кумановској бици. Ту је за два дана "пао цвет наше омладине". У Куманову је посебан Одбор за подизање споменика, почео са активностима јула 1931. године. Градња је почела 1934, у тешким условима: терен је био непроходан, радници су на великој висини били изложени јаким ветровима, чак се дешавало да их нападају нанесени ројеви мрава.
Почетком 1936. године Одбор за градњу је престао са радом је није било средстава. Стигло се тада до половине, до 26 метара висине куле. Да би се скупила средства Одбор је фебруара 1936. године у Београду, у излогу три радње на Славији и Теразијама показао јавности моделе спомен-обележја. Архитекта Коруновић је замислио да споменик имао троугаону основу, желећи да персонифицира тројство вере изгинулих бораца. Са друге стране, и из због учешћа три српске дивизије: Дунавске, Дринске и Коњичке. Обележје се видело и из велике даљине, од прешевске жељезничке станице.Требало је да подсећа генерације, које долазе, на данак у крви, на недогледну цену којом је откупљена слобода крајева на југу наше земље.
Споменик су свечано осветили митрополит скопски Јосиф, епископ нишки Јован и и епископ рашко-призренски Серафим 31. октобра 1937. године, на 25. годишњицу српске победе. Изграђен је на брду Зебрњак, највишој тачки кумановског бојишта. Приликом освећења у костурницу су положени посмртни остаци око четири стотине страдалих припадника српске војске који су до тада били чувани у оближњем средњовековном манастиру Светог Ђорђа, задужбини српског краља Стефана Уроша II Милутина, у Старом Нагоричину (Северна Македонија).
Споменик на Зебрњаку грађен је од најтврђег базалта и армираног бетона. Имао је облик куле-обелиска висине 48,5 метара. Био је то убедљиво највиши споменик не само на територији Краљевине Југославије, већ и читавог Балканског полуострва. Складних пропорција, са витком кулом, овај меморијал могао је да се види из велике даљине, чак и ноћу, јер је из његовог кубета избијала светлост три петро-макс лампе. Било је то симболично, вечито кандило мртвих чије су кости ту почивале. На свим плановима споменика уочљив је вертикализам у структури грађевине. Дефинитиван пројекат представља спој масивног подножја у облику тврђаве, витког стабла са јајастом ``капом“ на врху које се не сужава нагоре и новог елемента - троугаоне основе. Таквом основом аутор је, без икакве сумње, остварио изражени скулпторални ефекат у укупном изгледу витке, али снажне грађевине. Тај врхунски спор архитектуре и скулптуре без узора у нашој архитектури представља ремек-дело Момира Коруновића.
У приземљу споменика биле су просторије које су служиле као костурнице изгинулих српских ратника. Над њима се налазио простор, подељен у девет одаја, у коме је била смештена музеолошка поставка. Изнад подножја споменика, на осамнаестом метру од земље, налазила се меморијална капела до које се стизало отвореном спиралном рампом. На сваком углу спиралне стазе проширене кружним заравнима стајали су на постољима оригинални топови коришћени у Кумановској бици. Гвозденим степеницама пело се у простор изнад капеле у коме су биле постављене дрвене храстове мердевине које су спајале пет спратова високе куле са бетонским галеријама. На самом врху куле, под самом кровном конструкцијом, налазиле су се поменуте светиљке које су ноћу осветљавале околину. На врху читаве грађевине налазио се крст, док је њен највиши спрат био украшен хералдичким знамењима Краљевине Србије.
Фреско-декорацију у капели и костурници израдио је угледни српски сликар тога времена Живорад Настасијевић који је са Коруновићем сарађивао и раније, приликом подизања споменика српским ратницима страдалим у бици на Дрини ујесен 1914. године који се налази на локалитету Мачков камен на планини Јагодњи код Крупња.

## Рушење споменика
Споменик на брду Зебрњак код Куманова порушиле су бугарске снаге на самом почетку Другог светског рата. Стручњаци Републичког завода за заштиту споменика културе - Београд 1985. године реализовали су пројекат заштите објекта на Зебрњаку у затеченом стању. Министарство рада и социјалне политике и Амбасада Републике Србије у Северној Македонији предузели су почетне кораке у заштити овог изузетног споменика културе тиме што су обезбедиле сталног чувара.
Оригиналне скице Споменика на брду Зебрњак чувају се у породичној заоставштини потомака Момира Коруновића.